# Трошева, Юлия Ивановна
Юлия Ивановна Трошева (24 ноября (7) декабря 1916 год, село Помоздино, Вологодская губерния — 12 февраля 1988, Сыктывкар) — коми советская театральная актриса, народная артистка РСФСР.

## Биография
Юлия Ивановна Трошева (Оботурова) родилась 24 ноября (7) декабря 1916 года  в селе Помоздино Усть-Сысольского уезда Вологодской губернии (сейчас Усть-Куломский район Республики Коми).
В 1936 году выдвинулась на смотре художественной самодеятельности в Сыктывкаре и была приглашена в созданный драматический театр Коми АССР.
В 1939—1942 годах училась в студии ГИТИСа.
С 1942 года играла в Театре драмы Коми АССР, где стала ведущей актрисой. После исполнения роли Ольги в спектакле «Свадьба с приданым» по пьесе Н. Дьяконова стала одной из самых любимых актрис в республике.
Член ВКП(б) с 1943 года. Депутат Верховного Совета Коми АССР 2-го созыва.
Умерла 12 февраля 1988 года в Сыктывкаре.

## Награды и премии
- Заслуженная артистка Коми АССР (1945).
- Народная артистка Коми АССР (1951).
- Заслуженная артистка РСФСР (17.08.1961).
- Народная артистка РСФСР (24.03.1982).
- Премия В. Савина (1974)[2].
- Государственная премия Коми АССР.

## Работы в театре
- «Женитьба» Н. Гоголя — Дуняша, Агафья Тихоновна
- «Свадьба с приданым» Н. Дьяконова — Ольга
- «Сельские вечера» В. Леканова — тётка Дарья
- «Земля» Н. Вирты — Наташа
- «Домна Каликова» Н. Дьяконова — Ольга Блудова
- «Шёл солдат с фронта» В. Катаева — Фроська
- «На дне» М. Горького — Василиса
- «Последние» М. Горького — Софья
- «Егор Булычов» М. Горького — Варвара
- «Продолжение следует» А. Я. Бруштейн — Фридль
- «Гроза» А. Островского — Катерина
- «Молодая гвардия» по А. Фадееву — Ульяна Громова
- «Украденное счастье» И. Франко — Анна
- «Отелло» У. Шекспира — Эмилия
- «Каменное гнездо» Х. Вуолийоки — хозяйка Нискавуори
- «Третья, патетическая» Н. Погодина — Анна Ильинична Ульянова
- «Семья» И. Попова — Кашкадамова
- «Слава» В. Гусева — Наташа
- «Каменный гость» А. Пушкина — Лаура
- «Горькая судьбина» Писемского — Лизавета
- «Бывают же такие» Г. Юшкова — Павла
- «Праздник души» П. Шахова — Анна
- «Свидания у черемухи» А. Ларева — Катерина
- «Зарни кыв» В. Юхнина — Анна
- «В дни войны» С. Ермолина и Н. Дьяконова — Лютоева
- «Ключи богатства» В. Юхнина — Аннушка
- «В предгорьях Тимана» Г. Фёдорова — Люба

## Память
- Мемориальная доска на доме № 227 по улице Карла Маркса в Сыктывкаре. Установлена в 1990 году[3].